# Râu ngô

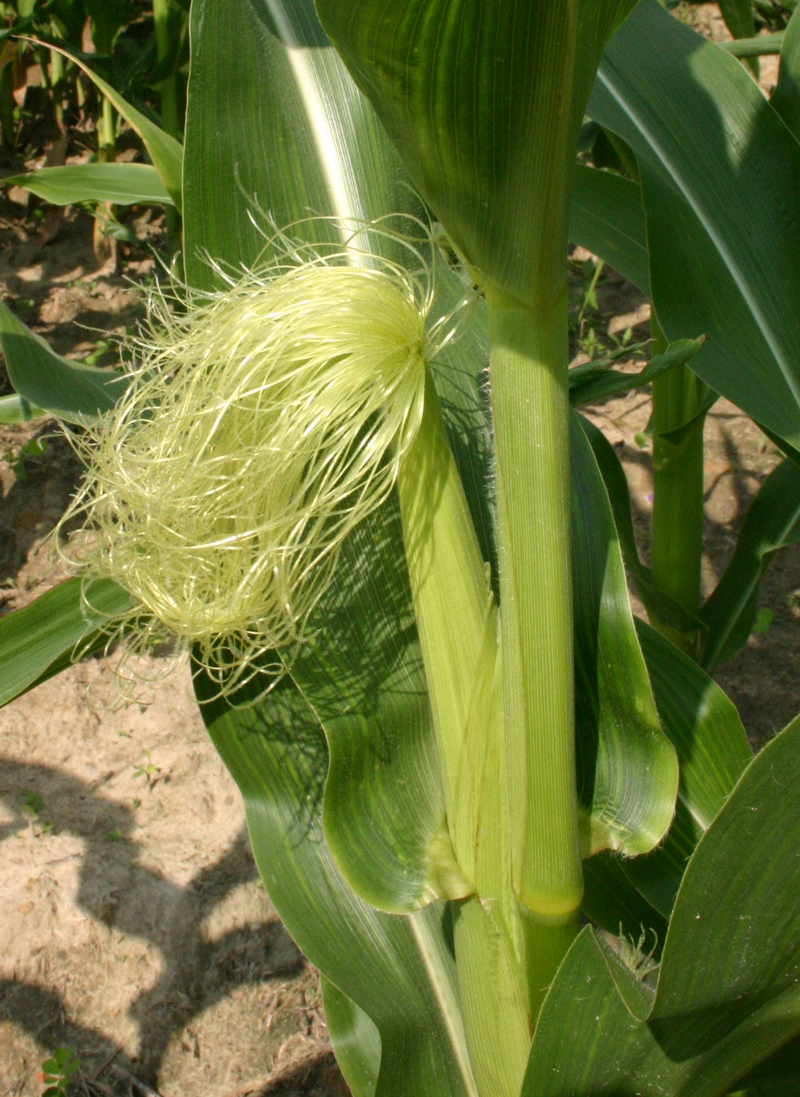
Râu ngô trên hoa ngô

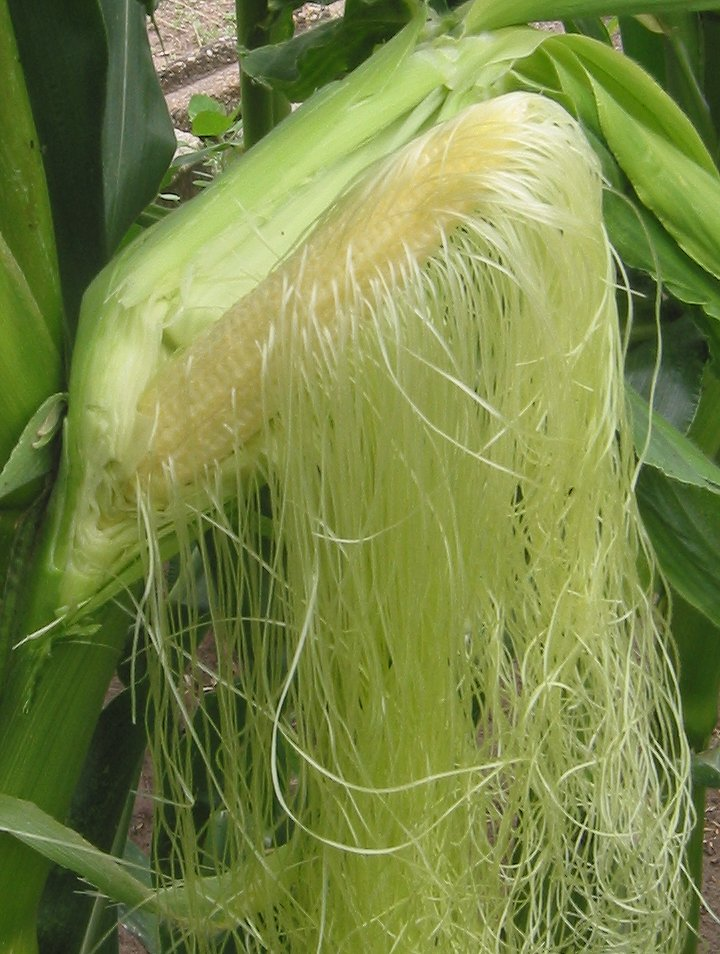
Râu ngô trên quả ngô đang phát triển

Râu ngô (râu bắp) là tên gọi chung của các sợi mỏng, sáng như tơ, phát triển như một phần của quả ngô (maize); búi hoặc tua của các sợi mượt nhô ra từ chóp quả ngô. Tai được bao trong lá sửa đổi được gọi là vỏ trấu. Mỗi sợi riêng lẻ là một kiểu kéo dài, gắn liền với một bầu nhụy riêng. Thuật ngữ này có thể bắt nguồn từ đâu đó giữa năm 1850 và 1855.

## Phát triển
Lên đến 1000 noãn (hạt tiềm năng) hình thành trên mỗi bắp ngô, mỗi hạt tạo ra một dải râu ngô từ đầu của nó cuối cùng xuất hiện từ cuối quả. Sự xuất hiện của ít nhất một sợi râu từ một bắp ngô nhất định được xác định là giai đoạn tăng trưởng R1 và sự xuất hiện của râu ở 50% số cây trong một cánh đồng ngô được gọi là "râu giữa". Các râu dài từ các noãn cơ bản trong suốt 10 đến 14 ngày trước đến giai đoạn tăng trưởng R1; điều này là do sự thay đổi hình dạng của các tế bào hiện tại thay vì sự sao chép của chúng. Sự kéo dài tiến triển ở mức 1,5 inch mỗi ngày lúc đầu, nhưng dần dần chậm lại khi toàn bộ chiều dài được tiệm cận. Độ giãn dài của một sợi râu ngô dừng lại ngay sau khi một hạt phấn bị bắt giữ, hoặc do sự lão hóa của râu 10 ngày sau khi nó xuất hiện.
Nếu một noãn được thụ tinh thành công, râu ngô sẽ tách ra khỏi nó hai hoặc ba ngày sau đó. Mặt khác, râu sẽ được gắn vô thời hạn, và thụ tinh vẫn có thể (với cơ hội thành công giảm) trong 10 ngày sau khi râu xuất hiện. Vì lý do này, có thể lấy mẫu ngô đang phát triển từ một cánh đồng, lấy chúng ra một cách nhẹ nhàng bằng một con dao sắc, sau đó lắc chúng để đánh giá tiến trình thụ phấn dựa trên lượng râu ngô rơi ra.

## Chức năng
Râu ngô là một phần đầu nhụy, cung cấp cho bề mặt hoa cái mà hạt phấn có thể bám vào và xác định con đường dài mà qua đó phấn hoa phải truyền vật liệu di truyền của nó. Đầu nhụy là chính đầu của râu ngô, có số lượng lông lớn hơn để giúp phấn hoa bám vào nó. Sự hình thành hạt trong lõi ngô đòi hỏi sự thụ phấn của râu ngô bên ngoài bởi gió hoặc côn trùng. Thông thường một vài hạt phấn hoa sẽ tiếp xúc, nhưng chỉ một hạt sẽ tham gia thành công thụ tinh của noãn để tạo thành hạt ngô.
Đối với hạt phấn hoa, giao tử đực, để truyền vật liệu di truyền của nó đến noãn, nó phải nảy mầm và tạo thành một ống phấn kéo dài xuống gần hết chiều dài của sợi râu ngô. Thông thường có từ 400 đến 600 hạt được hình thành thành công theo cách này. Ống phấn hoa kéo dài với tốc độ hơn 1 centimet mỗi giờ, chỉ cần 24 giờ để tạo ra một con đường dài trong không gian liên bào của râu ngô, qua đó các tế bào tinh trùng (giao tử) đi qua để tham gia giao tử cái trong noãn. Ống phấn hoa được sản xuất bởi một tế bào sinh dưỡng duy nhất trong hạt phấn hoa, nó đi qua tế bào chất, nhân và hai tế bào tinh trùng của nó vào ống. Ống chỉ tự mở rộng ở đỉnh, trong một quá trình phụ thuộc trùng hợp Actin và hướng mà đỉnh tiến triển đáp ứng với mức AMP tuần hoàn, bao gồm cả chu kỳ cAMP bởi protein báo hiệu phấn hoa (PSiP).
Râu ngô có thể kiểm soát các loại phấn hoa mà một bắp ngô sẽ chấp nhận thông qua sự biểu hiện của một số dạng gen nhất định của gen Gametophyte Factor 1. Nhiều loại ngô, thuộc loại everta, sẽ làm chậm đáng kể sự phát triển của ống phấn hoa từ bất kỳ phấn hoa nào không mang dạng Ga1-S hoặc Ga1-M tương tự, do đó ngăn chặn sự xâm nhập của gen (tự nhiên hoặc biến đổi) các loại ngô. Bỏng ngô vẫn tự do hiến tặng gen của mình thông qua phấn hoa của mình cho các loại ngô khác. Hiệu quả của hạn chế này có thể được đo bằng cách trồng ngô bên cạnh ngô vết lõm màu tím; hiệu ứng xenia sẽ gây ra sự hình thành của aitonones màu tím nếu hạt nhân cho phép chúng được thụ tinh bởi phấn hoa từ bên ngoài nhóm. Nông dân hữu cơ đang theo đuổi việc chuyển một số cơ chế này sang các chủng không phải bỏng ngô với mục đích ngăn ngừa sự thụ phấn vô tình của ngô GMO, theo quy định của Hoa Kỳ có thể khiến sản phẩm của họ bị từ chối là ngô hữu cơ và họ không có khiếu nại chống lại GMO người trồng trọt.

## Bệnh lý

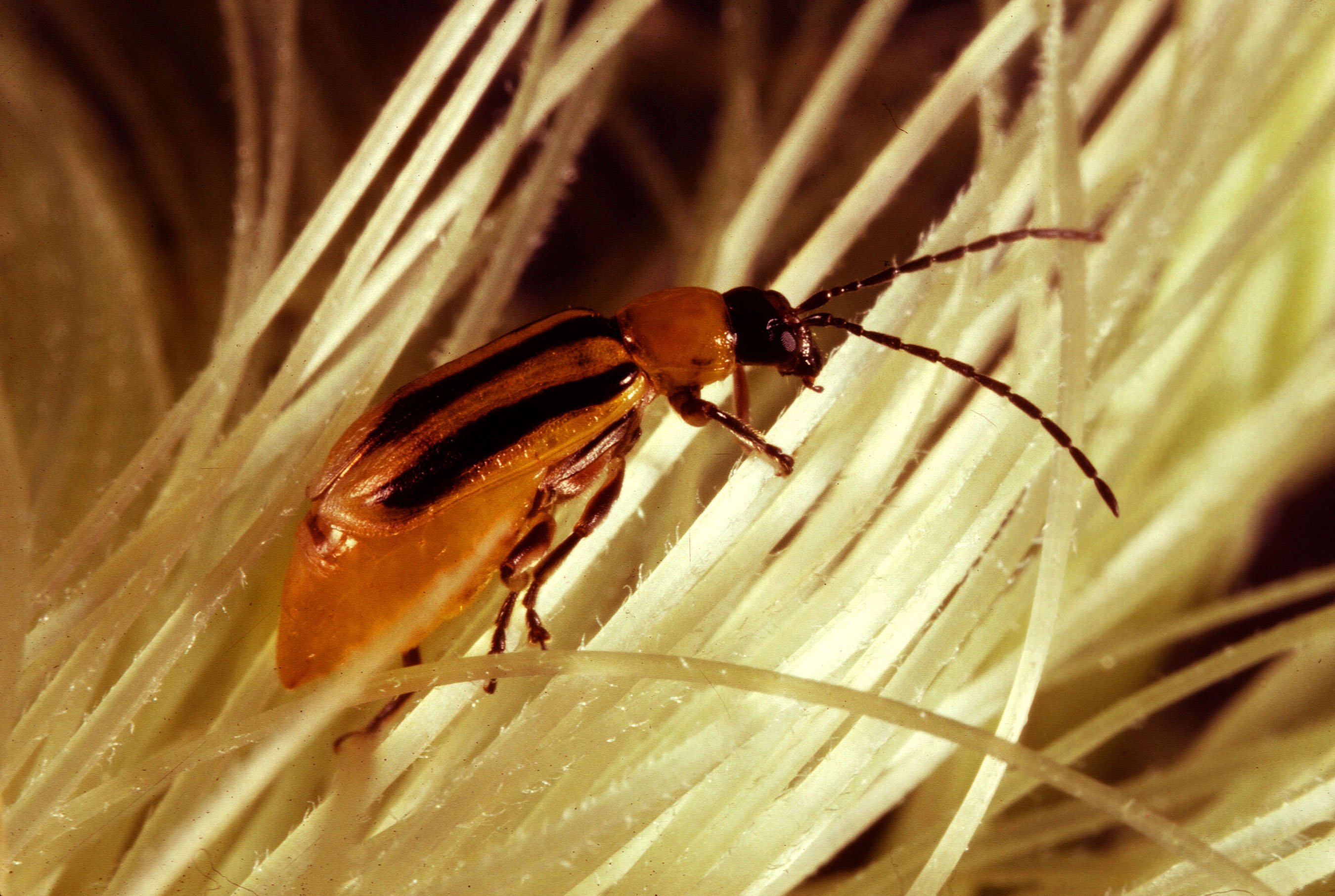
Trong giai đoạn trưởng thành của nó, một con sâu rễ ngô phương Tây tìm kiếm phấn hoa trên râu ngô. Loài côn trùng này có thể là một nguyên nhân của việc cắt râu.

Độ ẩm cao khi râu vừa nhú đôi khi thu hút côn trùng, râu ngô có thể bị đứt, cản trở sự hình thành hạt.

## Các ứng dụng
Râu ngô chứa nhiều hợp chất có hoạt tính dược lý và như vậy được sử dụng trong nhiều loại thuốc dân gian, bao gồm cả thuốc lợi tiểu  và là chất ức chế sản xuất melanin.